# Ghost Security
Ghost Security, també conegut com a GhostSec, és un grup de "vigilants" com es va descriure a si mateix que es va formar per atacar llocs web d'ISIS que promouen l'extremisme islàmic. Es considera una branca del col·lectiu de pirates informàtics Anonymous. Segons els experts de l'activisme de la gihad en línia, el grup va guanyar impuls després del tiroteig de Charlie Hebdo a París el gener de 2015. El grup afirma haver retirat centenars de llocs web afiliats a ISIS o comptes de xarxes socials i frustrar possibles atacs terroristes cooperant amb les forces de l'ordre i les agències d'intel·ligència. Per a tals missions utilitza hashtags de xarxes socials com #GhostSec - #GhostSecurity o #OpISIS per promocionar les seves activitats.
El 14 de novembre de 2015, Anonymous va publicar un vídeo anunciant la seva "operació més gran mai" contra el grup terrorista en resposta als atacs de París, eliminant 3.824 comptes de Twitter pro-ISIS i difonent perfils personals dels reclutadors del grup terrorista. Un missatge publicat per un compte afiliat a ISIS al servei de xat xifrat Telegram va respondre desafiant a Anonymous proporcionant instruccions sobre com respondre a un possible ciberatac. El 25 de novembre, un lloc web fosc de WordPress d'ISIS va ser piratejat per GhostSec, que va substituir el lloc per un anunci de Prozac.
GhostSec va trobar informació relacionada amb els atacs terroristes prevists a Nova York i Tunísia i va transmetre aquesta informació a les autoritats policials. Arran de la cooperació amb les forces de l'ordre, GhostSec va decidir "esdevenir legítim" per combatre de manera més eficient ISIS. El grup es va rebatejar com "Ghost Security Group" i el novembre de 2015 va acabar la seva associació amb Anonymous. Els membres que es van oposar a aquest desenvolupament es van tornar a formar sota l'antic nom de "GhostSec" i van mantenir llaços anònims. Tots dos grups continuen operant contra ISIS.
Lara Abdallat és un dels únics membres de Ghost Security Group la identitat del qual és pública.